# 婚外信行為
《婚外信行為》（英文名：Letter extramarital behavior）是一齣台灣舞台劇，由屏風表演班統籌製作演出，有張復健、季芹、亮哲、張本渝、劉亮佐、楊淇、趙虹喬等人共同主演。
展演場地如下：台南市立文化中心、高雄市立文化中心、嘉義縣表演藝術中心、新竹縣文化局、台北市城市舞台及台中市中山堂等地。

## 幕後簡介
- 藝術總監/李國修
- 原創編劇、導演/李國修
- 執行導演/黃毓棠
- 監製/王月
- 製作人/林佳鋒
- 舞台監督/王麗芬